# Joseph Wenzel (Mediziner)
Joseph Franz Ignaz Aloys Wenzel (* 7. März 1768 in Mainz; † 14. April 1808 ebenda) war ein deutscher Arzt, Anatom und Hochschullehrer.

## Leben
Joseph Wenzel war der Sohn des Medizinprofessors und Hofgerichtsrat Joseph Franz Wenzel (1733–1776). Er erhielt zunächst Privatunterricht, bevor er 1783 an die Universität Mainz kam. Nach dem Studium der Philosophie, das er 1786 als Bakkalaureus beendete, begann er zunächst ein Studium der Theologie, wechselte dann als sein Bruder Karl Wenzel an die Universität kam noch 1786 an die medizinische Fakultät. 1791 wurde er gleichzeitig mit seinem Bruder mit der Dissertation De ossium arthriticorum indole zum Dr. med. promoviert. Anschließend unternahmen sie eine längere Reise durch Bayern, Österreich, Württemberg und Italien, wobei sie unter anderem in Wien umfangreicher Daten erheben durften. Sie unterbreiteten nach ihrer Rückkehr aus den gewonnenen Erkenntnissen Vorschläge zur Verbesserung der medizinischen Versorgung auf dem Land. – eine Schrift, die Beachtung fand.
Am 2. Februar 1792 war Wenzel bei einem von Christoph Siebold (Vater von Philipp Franz von Siebold) in Würzburg durchgeführten Kaiserschnitt anwesend, bei dem das Kind überlebte und die Mutter 25 Stunden später starb. Wenzel ließ sich 1794 in Mainz als praktischer Arzt nieder und lehrte zudem an der Mainzer Universität. 1802 war er Initiator einer medizinischen Gesellschaft in Mainz und 1804 wurde er zum ordentlichen Professor der Anatomie und Physiologie berufen. Am 25. Juni 1804 wurde ihm die Professur offiziell übertragen. Er war Mitglied und Ehrenmitglied diverser gelehrter Gesellschaften, darunter seit 1806 Ehrenmitglied der Kaiserlich medizinisch-chirurgischen Josephinischen Akademie der Wissenschaften zu Wien und seit 1805 Mitglied der Moskauer Gesellschaft der Naturforscher. Er starb unerwartet im Amt.

## Schriften (Auswahl)
- Ueber den Cretinismus. Wien 1802.
- Prodromus eines Werks über das Hirn des Menschen und der Thiere. Tübingen 1804.
- mit Karl Wenzel: Bemerkungen über die Hirnwassersucht. Cotta, Tübingen 1806.
- mit Karl Wenzel: Bemerkungen über die Structur der ausgewachsenen Schwung- und Schweiffedern, Cotta, Tübingen 1807.
- Joseph Wenzels Beobachtungen über den Hirnanhang fallsüchtiger Personen: Nebst einer kurzen Lebensgeschicht des Verfassers von Dr. Samuel Christian Lucae. Kupferberg, Mainz 1810.
- mit Karl Wenzel Über die schwammigen Auswüchse auf der äußern Hirnhaut: mit sechs Kupfertafeln, Kupferberg, Mainz 1811.